# Áreas protegidas do Uruguai

Áreas protegidas uruguaias, em janeiro de 2016: 1-Quebrada de los Cuervos; 2-Esteros de Fárrapos; 3-Cabo Polonio; 4-Valle del Lunarejo; 5-San Miguel; 6-Laguna de Rocha; 7-Chamangá; 8-Cerro Verde e Islas de la Coronilla; 9-Rincón de Franquía; 10-Gruta del Palacio; 11-Laguna Garzón; 12-Montes del Queguay; 13-Humedales del Santa Lucía.

As áreas protegidas do Uruguai formam um complexo de áreas protegidas reunidas no Sistema Nacional de Áreas Naturais Protegidas do Uruguai (SNAP), que é um instrumento de aplicação das políticas e planos nacionais de proteção ambiental estabelecidos pelo Uruguai.
Sua criação foi estabelecida através da lei n° 17.234 de 22 de fevereiro de 2000, por sua vez regulamentada pelo Decreto n° 52/005 de 16 de fevereiro de 2005. Essa lei tem como objetivo "harmonizar os critérios de planejamento e manejo das áreas a proteger, em categorias determinadas, com uma regulação única que fixe os critérios para seu ordenamento" (art. 1).

## Objetivos
De acordo com lei n° 1.7234, os objetivos específicos do Sistema Nacional de Áreas Naturais Protegidas são (art. 2):
- "Proteger a diversidade biológica e os ecossistemas, que compreendem a conservação e preservação do material genético e as espécies, priorizando a conservação das populações de flora e fauna autóctonas em perigo ou ameaçadas de extinção".
- "Proteger os habitats naturais, bem como as formações geológicas e geomorfológicas relevantes, especialmente aqueles imprescindíveis para a sobrevivência das espécies ameaçadas".
- "Manter exemplares de paisagens naturais e culturais singulares".
- "Evitar a deterioração das bacias hidrográficas, de modo de assegurar a qualidade e quantidade das águas".
- "Proteger os objetos, lugares e estruturas culturais, históricas e arqueológicas, com fins de conhecimento público ou de investigação científica".
- "Prover oportunidades para a educação ambiental e investigação, estudo e monitoramento do ambiente das áreas naturais protegidas".
- "Proporcionar oportunidades para a recreação ao ar livre, compatível com as características naturais e culturais da cada área, bem como para seu desenvolvimento ecoturístico".
- "Contribuir para o desenvolvimento socioeconômico, fomentando a participação das comunidades locais nas atividades relacionadas com as áreas naturais protegidas, bem como nas oportunidades de trabalho nas mesmas ou em suas zonas de influência".
- "Desenvolver formas e métodos de aproveitamento e uso sustentável da diversidade biológica nacional e dos habitats naturais, assegurando seu potencial para benefício das gerações futuras".

## Categorias

### Categorias da lei n° 17.234
De acordo à lei n° 17.234, são quatro as categorias uruguaias de definição e manejo de áreas naturais protegidas (art. 3):
Parque nacional
Áreas onde existem um ou vários ecossistemas que não se encontram significativamente alterados pela exploração e ocupação humana, espécies vegetais e animais; são sítios geomorfológicos e habitats que apresentam um especial interesse científico, educacional e recreativo, ou compreendem paisagens naturais consideradas de beleza excepcional.

#### Monumento natural
São áreas que contêm um ou vários elementos naturais específicos de notável importância nacional, como uma formação geológica, um lugar natural único, e espécies, habitats ou vegetais que podem estar ameaçados. Áreas onde a intervenção humana é de pequena magnitude e sempre sob estrito controle.

#### Paisagem protegida
Corresponde a uma superfície territorial continental ou marinha, na qual as interações entre ser humano e natureza, ao través dos anos, resultou em uma zona de caráter definido, que apresenta uma singular beleza cênica ou que contém um valor de caráter natural, e que pode conter valores ecológicos ou culturais.

#### Sítios de proteção
Correspondem a áreas relativamente pequenas que possuem valor crítico, seja porque contêm espécies ou núcleos populacionais relevantes de flora ou fauna; porque dentro delas se cumprem etapas fundamentais do ciclo biológico de espécies de interesse; porque têm importância significativa para o ecossistema que integram; porque contêm elementos geológicos, geomorfológicos ou arqueológicos relevantes.

### Categorias complementares
Quando a lei foi regulamentada, foram agregadas mais duas categorias às quatro anteriormente propostas (art. 4):

#### Áreas de manejo de habitats e/ou espécies
São áreas terrestres e/ou marinhas sujeitas à intervenção ativa com fins de manejo, onde se deve garantir a manutenção dos habitats e/ou satisfazer as necessidades de determinadas espécies.

#### Área protegida com recursos manejados
Correspondem a áreas que apresentam sistemas naturais predominantemente não modificados, onde através do manejo de atividades se pretende garantir a proteção e a manutenção da diversidade biológica no longo prazo, mas sem deixar de lado as atividades econômicas que ali se realizam.